# パウル・ビーデルマン
パウル・ビーデルマン（Paul Biedermann (ドイツ語発音: [paʊ̯l ˈbiːdɐˌman] ( 音声ファイル)ドイツ語発音: [paʊ̯l ˈbiːdɐˌman] ( 音声ファイル)ドイツ語発音: [paʊ̯l ˈbiːdɐˌman] ( 音声ファイル); 1986年8月7日 - ) は、ドイツの引退した競泳選手で、200メートルと400メートル自由形の長水路の世界記録保持者である。
200メートル自由形の長水路と短水路の世界記録、400メートル自由形の長水路の世界記録を保持している。

## 経歴
2008年、ビーデルマンは200m自由形で世界9位、400m自由形で世界21位にランクされた。2008年ヨーロッパ水泳選手権決勝の200m自由形(長水路）で1分46秒59のタイムで優勝。400m自由形（3分47秒69）と200m自由形（NR、1分46秒37）のタイムで北京オリンピックの出場権を獲得。オリンピックでは、200m自由形決勝で5位（1分46秒00）、400m自由形で17位（3分48秒03）に入賞した。